# Akiko Grace
Akiko Grace (japans アキコ　グレース, Grace Akiko, Kanagawa, 13 augustus 1973) is een Japanse jazzpianiste.

## Biografie
Akiko Grace begon op haar derde piano te spelen, haar moeder was een klassieke piano-lerares. Ze ontdekte al vroeg de jazz. Ze studeerde aan de Tokyo University of the Arts (muziekwetenschap) en aan Berklee College of Music (piano). Na haar in 2002 verschenen debuutalbum From New York (Savoy Records, met Ron Carter en Bill Stewart) volgde een reeks albums, meestal in triobezetting met musici als Larry Grenadier, Gary Peacock, Eddie Gomez, Bill Laswell, Ari Hoenig, George Garzone en Kiyoto Fujiwara. In 2004 nam ze in de studio van Jan Erik Kongshaug de plaat From Oslo op, met Grenadier en Jon Christensen. Grace ontving talrijke onderscheidingen, zoals een prijs van het Swing Journal.